# 16-й фронт (Японія)
16-й фро́нт (яп. 【第十六方面軍】) — вище оперативно-стратегічне об'єднання збройних сил Японської імперії, фронт Імперської армії Японії в 1945 році. Формально брав участь у Другій світовій війні (1941–1945) на території Південно-Західної Японії, в регіоні Кюшю, але у боях задіяний не був.

## Дані
- Сформований: 1 лютого 1945 року
- Кодова назва: Боку (【睦】, «гармонійний»)[1].
- Підпорядкування: 2-а загальна армія.
- Район бойових дій: Південно-Західна Японія, регіон Кюшю.
- Штаб: Фуцука, префектура Фукуока, Японія.
- Місце останньої дислокації штабу: Фуцука, префектура Фукуока, Японія.
- Припинив існування: 15 серпня 1942 року після капітуляції Японії у Другій світовій війні.

## Бойові дії
- Формально взяв участь у Другій світовій війні (1941–1945), але у боях задіяний не був.
Оборона Південно-Західної Японії, регіону Кюшю, від потенційного вторгнення США, Великої Британії та їхніх союзників.

## Командування
Командир фронту:
1. генерал-лейтенант Йокояма Ісаму (1 лютого 1945 — 15 серпня 1945)[2].

Голова штабу фронту:
1. генерал-лейтенант Йошінака Ватаро (1 лютого 1945 — 3 травня 1945)[2];
2. генерал-лейтенант Інада Масадзумі (3 травня 1945 — 15 серпня 1945)[2].

Віце-голова штабу фронту:
1. полковник Фукушіма Кюсаку (1 лютого 1945 — 15 серпня 1945)[2].

## Склад
- 40-ва армія (Японія);
- 56-та армія (Японія);
- 57-ма армія (Японія);
- 25-та дивізія (Японія);
- 57-ма дивізія (Японія);
- 77-ма дивізія (Японія);
- 206-та дивізія (Японія);
- 212-та дивізія (Японія);
- 216-та дивізія (Японія);
- 4-та протиповітряна дивізія (Японія);
- 64-та самостійна змішана бригада;
- 107-ма самостійна змішана бригада;
- 118-та самостійна змішана бригада;
- 122-га самостійна змішана бригада;
- 126-та самостійна змішана бригада;
- Цушімський гарнізон.